# بيتي إدني
بيتي إدني (بالإنجليزية: Beatie Edney)‏ هي ممثلة بريطانية، ولدت في 23 أكتوبر 1962 بلندن في المملكة المتحدة.

## أعمال

### أفلام
- (1986) ساكن الجبال
- (1988) حفنة تراب
- (1993) باسم الأب[2]

## وصلات خارجية
- بيتي إدني على موقع IMDb (الإنجليزية)
- بيتي إدني على موقع ألو سيني (الفرنسية)
- بيتي إدني على موقع ميوزك برينز (الإنجليزية)
- بيتي إدني على موقع أول موفي (الإنجليزية)
- بيتي إدني على موقع قاعدة بيانات برودواي على الإنترنت (الإنجليزية)
- بيتي إدني على موقع قاعدة بيانات الأفلام السويدية (السويدية)
- بيتي إدني على موقع قاعدة بيانات الفيلم (الإنجليزية)
- بيتي إدني على موقع كينوبويسك (الروسية)